# Ippolito e Aricia (Traetta)
Ippolito e Aricia è un'opera musicale di Tommaso Traetta.
La prima fu rappresentata al Teatro Ducale di Parma nel maggio 1759 con il castrato Filippo Elisi nel ruolo di Ippolito e Caterina Gabrielli in quello di Aricia; il resto del cast comprendeva Maria Piccinelli Verziari, detta "la Francesina" (Fedra), Angelo Amorevoli (Teseo), Domenica Lambertini (Enone), Maria Monari (Diana), Francesco Cavalli (Plutone), Antonia Fascitelli (Tisifone) e Ludovico Felloni (Mercurio). Le coreografie furono curate da Pietro Aloardi, le scenografie da Francesco Grassi e i costumi da Giovanni Betti.
Si tratta del primo tentativo settecentesco di costruire una riforma del palcoscenico operistico in Italia, vagheggiata al tempo da numerosi intellettuali (fin da Benedetto Marcello nel 1720, ma con nuovi argomenti nel terzo quarto del secolo), che avvertivano l'esigenza di svecchiare le drammaturgie del teatro musicale, basate sugli schemi rigidi del recitativo e aria metastasiani e sul predominio dei cantanti, le cui bizzarrie vocali finivano per sovrastare la verosimiglianza delle azioni drammaturgiche.
Inserito in un fitto dialogo con alcuni intellettuali dell'epoca, fra cui Francesco Algarotti, che era fra quelli di punta nelle richieste di un rinnovamento dell'opera in musica, il primo ministro del Ducato di Parma e Piacenza, il francese Guillaume du Tillot, studiò un'operazione basata sulla commistione strutturale fra opera italiana e tragédie-lyrique francese: in pratica si trattò alla fine di estendere la struttura dell'opera italiana da tre a cinque atti, ingrossando i cori e inserendo danze come nell'opera seria in uso a Parigi.
Per il soggetto la scelta cadde sul libretto di Simon-Joseph Pellegrin, tratto dalla Fedra di Jean Racine, musicato nel 1733 da Jean-Philippe Rameau a Parigi, della cui traduzione italiana fu incaricato l'abate Carlo Innocenzo Frugoni. Per la musica fu contattato un giovane compositore pugliese, Tommaso Traetta, che fino a quel momento aveva mosso pochi passi nella carriera teatrale.
L'operazione di Du Tillot mirava chiaramente ad attirare l'attenzione europea sul piccolo ducato, e a gestire il teatro attraverso un impresariato di corte diretto, agendo sui privilegiati rapporti con la Francia: il duca don Filippo di Borbone aveva sposato la figlia di Luigi XV e da tempo stazionavano a Parma musicisti francesi, fra cui Jean-Philippe Mangot, cognato di Rameau.
Il successo dell'opera fu vistoso, per quanto breve: riuscì però a procurare a Du Tillot quell'attenzione che cercava, facendo parlare del teatro di Parma a mezza Europa. Con gli stessi elementi (Frugoni, Traetta e la Gabrielli) ripeterà il tentativo l'anno successivo con I Tindaridi, modellato sul Castor et Pollux sempre di Rameau.
Musicalmente, Ippolito e Aricia non presenta clamorose novità. La musica dei balletti, affidata di solito a un compositore di secondo piano, fu invece appaltata allo stesso Traetta, che in realtà riciclò quasi tutti quelli di Rameau. L'orchestrazione variopinta di Rameau fu mitigata da Traetta secondo gli usi italiani, a parte una restituita autonomia al movimento delle viole e l'unificazione tematica delle danze con le arie adiacenti. In realtà l'idea di unire le due strutture operistiche italiana e francese non avrebbe potuto avere grande fortuna estetica, troppo diverse erano le nature e le finalità comunicative dei due tipi di spettacolo, né l'opera francese avrebbe potuto aiutare quella italiana sulla strada di una verosimiglianza drammaturgica a cui l'opera francese stessa non credeva e non ha mai mirato. Lo scopo drammaturgico era in fondo modesto, mantenere la centralità dell'aria italiana e rimpolpare il palcoscenico dal punto di vista dello spettacolo, il che dimostra il vero intento di Du Tillot.

Il successo fu quindi più mediatico che artistico, ma valse lo stesso a stimolare molte piazze italiane a lavorare sul teatro musicale come presupposto pubblicitario ed economico per le corti che li finanziavano. Traetta ne ricavò un indubbio vantaggio in termini di immagine, visto che fu da allora che la sua carriera decollò a livello internazionale, grazie anche al binomio con la Gabrielli che divenne la sua cantante di riferimento.
È con difficoltà che opere come questa vengono oggi riproposte, per la rarità delle caratteristiche vocali maschili a sostenere parti da soprano in origine scritte per castrati: qui si aggiungono anche due arie in cui l'estensione arriva ad impervie altezze. Per poterle rappresentare recentemente si è usato l'espediente dell'adattamento alle voci disponibili.
La prima rappresentazione moderna di Ippolito e Aricia è stata data nel 1999 con il sopranista Angelo Manzotti nel ruolo di Ippolito al Festival della Valle d'Itria di Martina Franca. Nel 2002 Christophe Rousset con l'Orchestra di Montpellier e, tra gli altri, Patrizia Ciofi nel ruolo di Aricia, ha ripreso l'opera (tagliando circa un migliaio di versi nei recitativi secchi, l'aria di Aricia della fine del primo atto, e buona parte delle danze). Entrambe le esecuzioni sono reperibili in cd.